# Enicospilus pungens

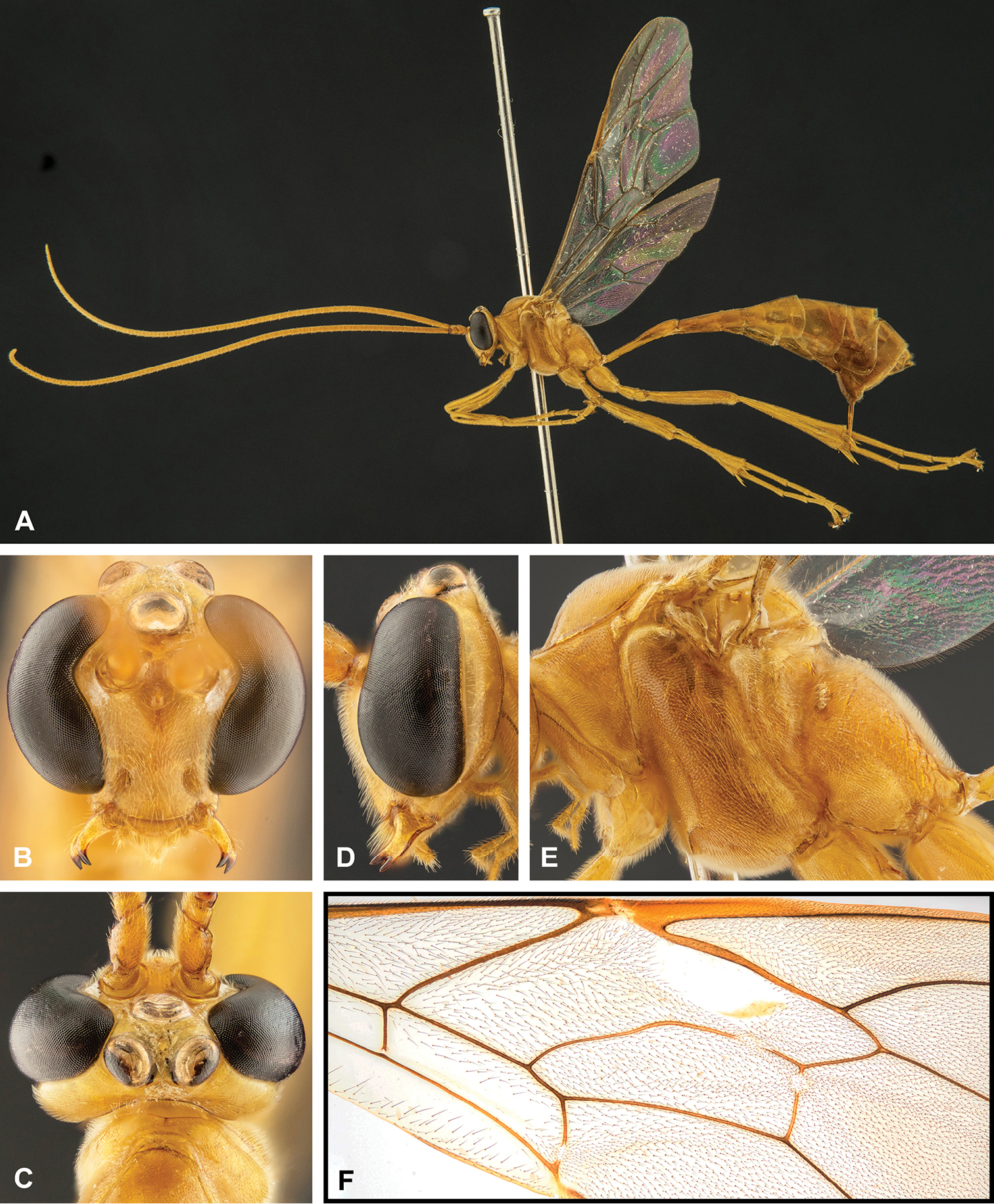
Enicospilus pungens ♀ de Japón A: Hábito B: Cabeza, vista frontal C: Cabeza, vista dorsal D: Cabeza, vista lateral E: Mesosoma, vista lateral F: Parte central del ala anterior

Enicospilus pungens es una especie de insecto del género Enicospilus de la familia Ichneumonidae del orden Hymenoptera.

## Historia
Fue descrita científicamente por primera vez en el año 1874 por Smith.